# Suspicious Minds
Pour les articles homonymes, voir Minds (homonymie).
Singles de Elvis Presley
Clean Up Your Own Backyard (en)
(1969) Don't Cry Daddy
(1969)
Suspicious Minds est une chanson écrite par Mark James et sortie en 45 tours sur le label Scepter Records en 1968.
Le producteur de la chanson, Chips Moman, la présente à Elvis Presley, qui décide d'en enregistrer une reprise. Sa version sort en août 1969 chez RCA, avec You'll Think of Me (en) en face B. Elle se classe no 1 des ventes aux États-Unis et constitue le 32e et dernier single no 1 du chanteur.
En 2003, elle est classée par Rolling Stone magazine au 91e rang  parmi les 500 meilleures chansons de tous les temps.

## Autres reprises
Suspicious Minds a également été reprise par :
Version Hi-NRG méga collector de Bobby Orlando.
- B. J. Thomas sur l'album Raindrops Keep Fallin' on My Head (1969)
- Dee Dee Warwick, un single à grand succès (1971)
- Johnny Hallyday sur le titre Soupçons sur l'album Insolitudes (1973)
- Waylon Jennings & Jessy Colter (1970) rééditée sur l'album Wanted (1976)
- Candi Staton sur l'album Nightlites (1982)
- Fine Young Cannibals sur l'album Fine Young Cannibals (1985) – no 8 au Royaume-Uni
- Dwight Yoakam sur la bande originale du film Lune de miel à Las Vegas (1992)
- Bowling for Soup sur l'album Cell Mates (1996)
- Gareth Gates sur l'album What My Heart Wants to Say (en) (2002) – no 1 au Royaume-Uni
- Miss Kittin & The Hacker sur l’album Two (2009)
- Clay Aiken sur l'album Tried and True (en) (2010)
- Anthony B sur l'album Tribute to legends (2013)
- Amanda Lear sur l'album My Happiness (2014)
- Morgan Wade sur la réédition de l'album Reckless (2022)

## Utilisation dans d'autres œuvres
La chanson est présente dans de nombreux films : À bout de souffle, made in USA (1983), Lune de miel à Las Vegas (1992), Fréquence interdite (2000), La Chute du faucon noir (2001), Lilo et Stitch (2002), Intolérable Cruauté (2003), Blade Runner 2049 ou encore Army of the Dead (2021).
À la télévision, on peut l'entendre dans l'épisode 2 de la 2e saison de la série Dark (2019).